# Rosochatkowate

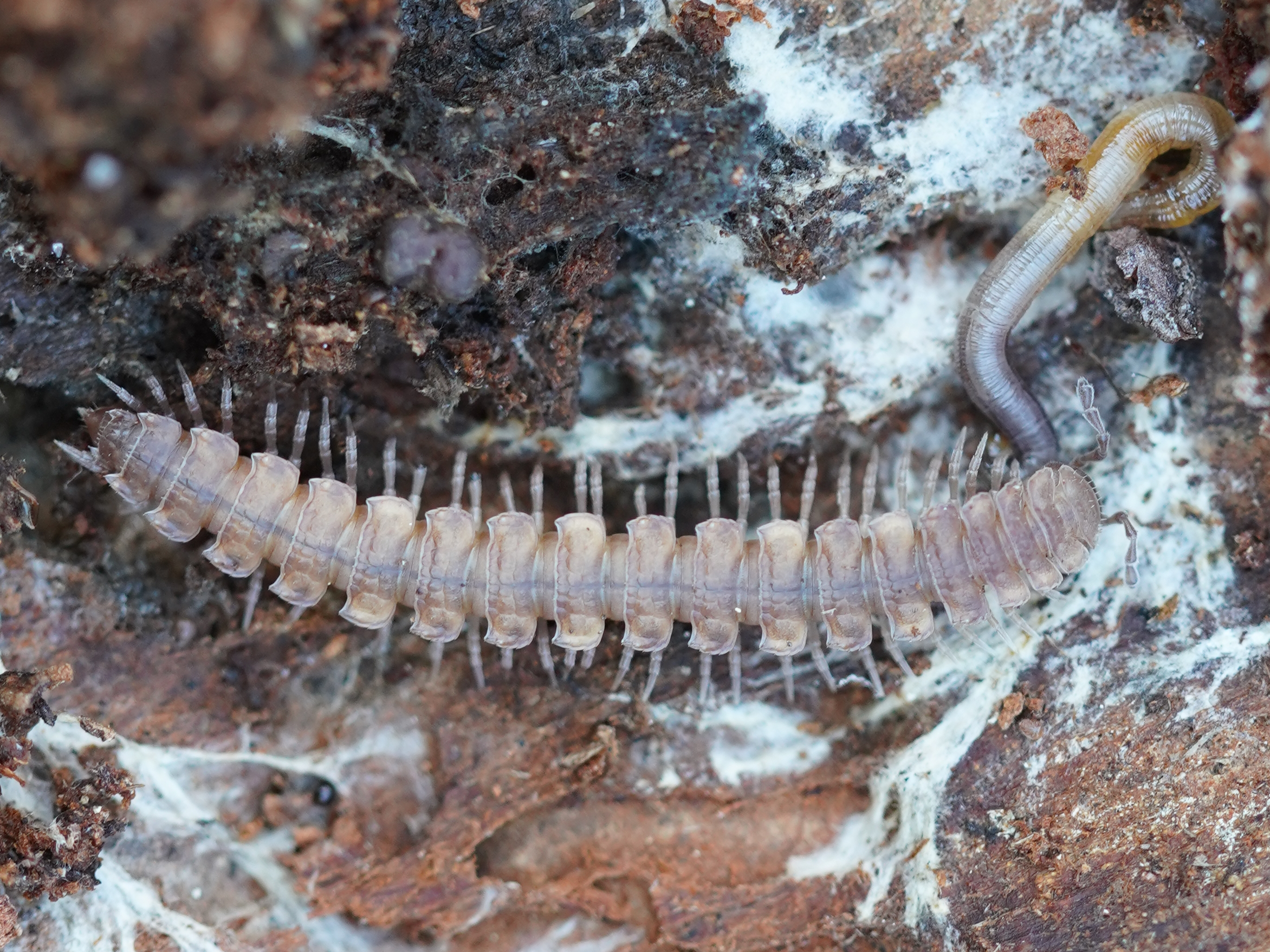
Brachydesmus superus

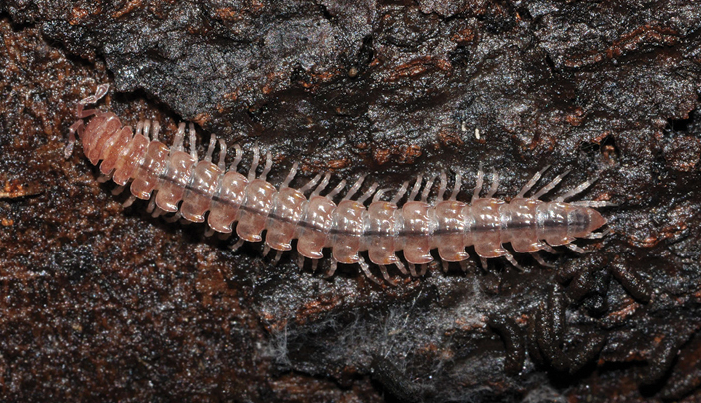
Propolydesmus helveticus

Rosochatkowate (Polydesmidae) – rodzina wijów z gromady dwuparców i rzędu węzławców.
Dwuparce te mają spłaszczone tergity z rozszerzonymi płatami bocznymi (paranota). Samce mają gonopody z sercowatymi otworami. Z tylnej krawędzi tych otworków wyrasta ku przodowi poprzeczna półeczka, na której podpierają się biodra. Biodra gonopodów stykają pośrodku i mają na spodzie jamki, w które wchodzić mogą ich telopodity. Ponadto gonopody rosochatkowatych często mają niewielkie jamki na szczycie bruzdy nasiennej lub prostatycznej i są wyposażone w grupkę szczecin u jej ujścia.
Odżywiają się martwą materią roślinną, zagrożone wydzielają ciecz obronną. Żyją w ściółce.
Do rosochatkowatych należy około 235 opisanych gatunków zgrupowanych w 27 rodzajach, w tym:
- Archipolydesmus Attems, 1898
- Bidentogon Buckett et Gardner, 1968
- Brachydesmus Heller, 1858
- Brembosoma Verhoeff, 1931
- Calianotus Shelley, 1997
- Cretodesmus Strasser, 1974
- Dixidesmus Chamberlin, 1943
- Epanerchodus Attems, 1901
- Eumastigonodesmus Brolemann, 1915
- Mastigonodesmus Silvestri, 1898
- Polydesmus Latreille, 1803
- Propolydesmus Verhoeff, 1895
- Pseudomastuchus Ceuca, 1966
- Pseudopolydesmus Attems, 1898
- Sardodesmus Strasser, 1980
- Schedoleiodesmus Silvestri, 1898
- Schizomeritius Verhoeff, 1931
- Schizoturanius Verhoeff, 1931
- Scytonotus Koch, 1847
- Serradium Verhoeff, 1941
- Soleurus Manfredi, 1957
- Speodesmus Loomis, 1939
- Speorthus Chamberlin, 1942
- Tidesmus Chamberlin, 1943
- Tolosanius Attems, 1952
- Utadesmus Chamberlin et Hoffman, 1950